# Округ Поуп (Минесота)
Округ Поуп (енгл. Pope County) је округ у америчкој савезној држави Минесота.

## Демографија
По попису из 2010. године број становника је 10.995, што је 241 (-2,1%) становника мање него 2000. године.
| Група             | 2000.          | 2010.          |
| Белци             | 11.078 (98,6%) | 10.720 (97,5%) |
| Афроамериканци    | 23 (0,2%)      | 38 (0,3%)      |
| Азијати           | 9 (0,1%)       | 39 (0,4%)      |
| Хиспаноамериканци | 57 (0,5%)      | 95 (0,9%)      |
| Укупно            | 11.236         | 10.995         |